# Lindernia laotica
Lindernia laotica é uma espécie botânica do gênero Lindernia pertencente à família Linderniaceae.